# Гонка Формулы-E в Сан-Паулу
Гонка Формулы-Е в Сан-Паулу (англ. São Paulo E-Prix) — один из этапов соревнования среди одноместных электрических автомобилей чемпионата мира Формулы-E. Впервые был проведён в 2023 году на городской трассе в Сан-Паулу, Бразилия.

## История
Первоначально этап Формулы-E в Сан-Паулу планировался в сезоне 2017/2018, однако его проведение было отложено на год вперёд, но в итоге этап так и не был включён в календарь сезона 2018/2019.
Этап в Сан-Паулу был добавлен в календарь чемпионата лишь со второй попытки. 3 мая 2022 года был заключён пятилетний контракт на проведение гонок, начиная с сезона 2022/2023, первая гонка была назначена на 25 марта 2023 года.

## Трасса
Трасса длиной 2,933 км расположена в городском округе Сантана и финишная прямая находится на самбадроме Анхемби — место ежегодного проведения карнавала в Сан-Паулу. Ранее, в 2010—2013 годах на этом же месте проходил выездной этап IndyCar Series São Paulo Indy 300.

## Победители
| Сезон   | Дата проведения | № | Гонщик     | Команда                     | Трасса                     | Отчёт |
| ------- | --------------- | - | ---------- | --------------------------- | -------------------------- | ----- |
| 2024—25 | 7 декабря 2024  | 3 | Митч Эванс | Jaguar TCS Racing           | Городская трасса Сан-Паулу | Отчёт |
| 2023—24 | 16 марта 2024   | 2 | Сэм Бёрд   | Neom McLaren Formula E Team | Городская трасса Сан-Паулу | Отчёт |
| 2022—23 | 25 марта 2023   | 1 | Митч Эванс | Jaguar TCS Racing           | Городская трасса Сан-Паулу | Отчёт |